# Paul Seaman
Paul Seaman (21 de mayo de 1975 en Colchester) es un exfutbolista inglés que posee la nacionalidad galesa. Jugaba como mediocampista y lo más destacado de su carrera fueron sus pasos por el Auckland City y el Waitakere United.

## Carrera
Seaman comenzó su carrera en el Cardiff City, pero nunca llegó a jugar allí. Fue transferido en 2001 al Pietà Hotspurs de Malta , donde jugó 17 partidos, anotando 2 goles. En 2002 viajó a Nueva Zelanda para ser parte de la escuadra del Football Kingz, representante neozelandés en la National Soccer League australiana. En 2004 firmó con el Auckland City, una de las 8 franquicias recién creadas del NZFC. Con el club ganó tres ediciones de dicho torneo, 2004/05, 2005/06 y 2006/07, además del Campeonato de Clubes de la OFC 2006. En 2007 firmó con el Waitakere United, y ganó con éste el NZFC 2007/08, la ASB Premiership 2010/11 y la O-League en las ediciones 2007 y 2007/08. La particularidad del futbolista galés es que jugó tres ediciones de la Copa Mundial de Clubes de la FIFA, en 2006 con el Auckland City y en 2007 y 2008 (cuando convirtió el único gol de su equipo) con el Waitakere United. En 2011 pasó al Metro FC y en 2012 fue parte de la plantilla del Otago United.

### Clubes
| Club                        | País          | Año         |
| --------------------------- | ------------- | ----------- |
| Pietà Hotspurs              | Malta         | 2001 - 2002 |
| Football Kingz              | Nueva Zelanda | 2002 - 2004 |
| Auckland City Football Club | Nueva Zelanda | 2004 - 2007 |
| Waitakere United            | Nueva Zelanda | 2007 - 2011 |
| Metro Football Club         | Nueva Zelanda | 2011        |
| Otago United                | Nueva Zelanda | 2012        |